# فوهة ديلامبر

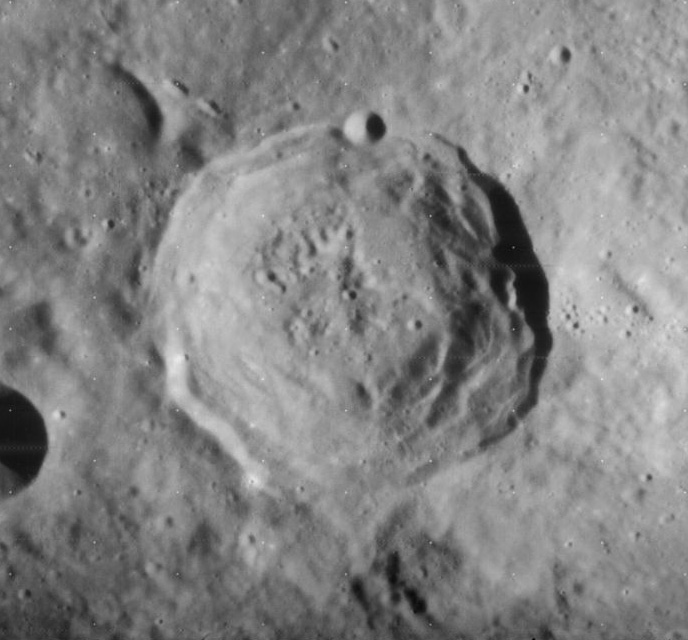
فوهة ديلامبر

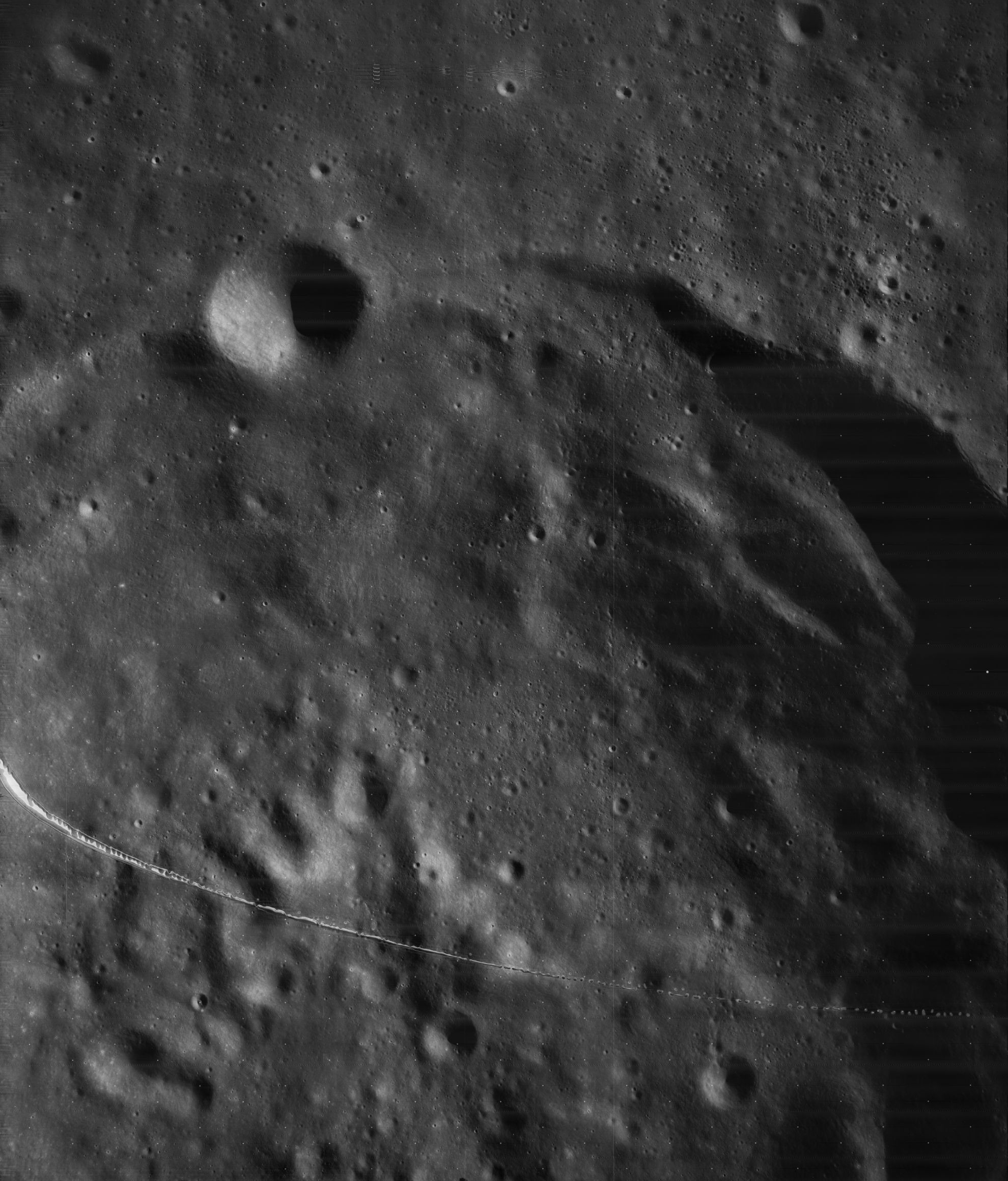
فوهة ديلامبر

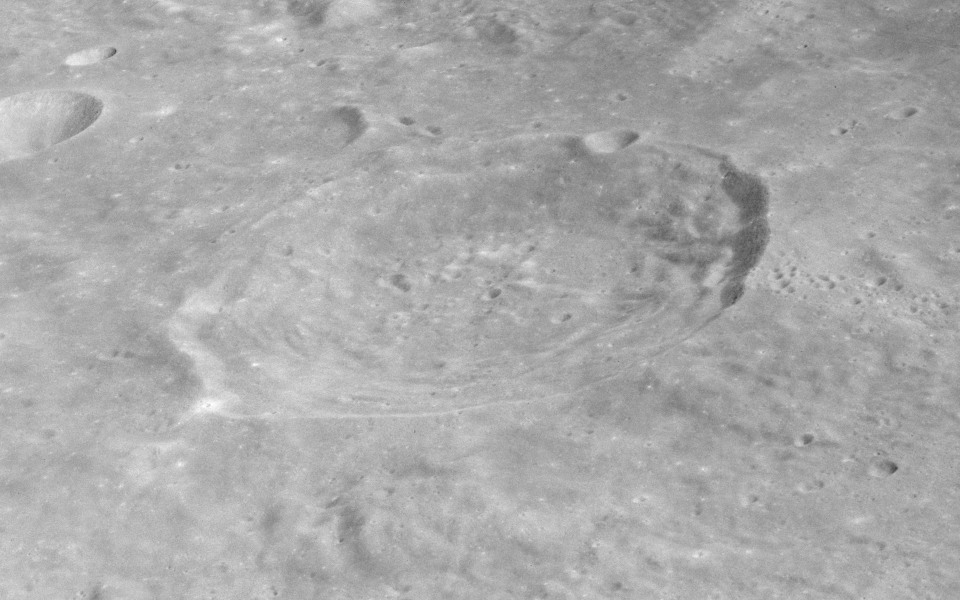
مقطع أفقي لفوهة ديلامبر من رحلة أبولو 16

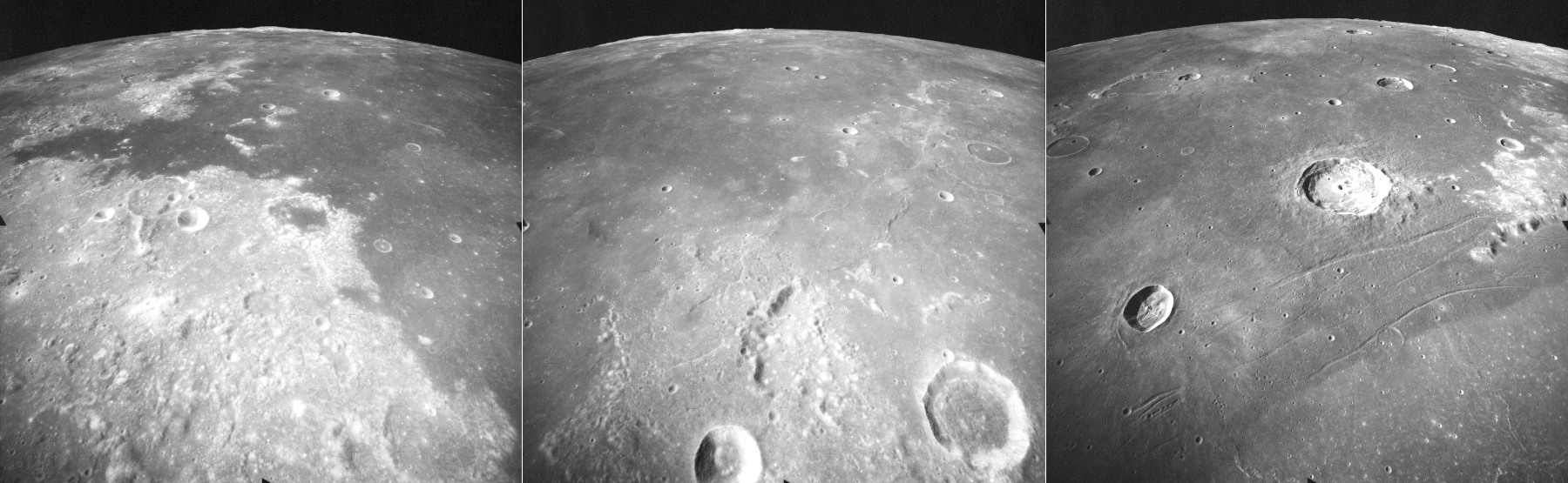
بحر السكون

فوهة ديلامبر (1.9°S 17.5°E) هي فوهة صدمية على سطح القمر تقع جنوب غرب بحر السكون، في منطقة المرتفعات الوسطى. غرب فوهة ثيون الصغرى وشمال غربي فوهة ثيون الكبرى.

## الوصف

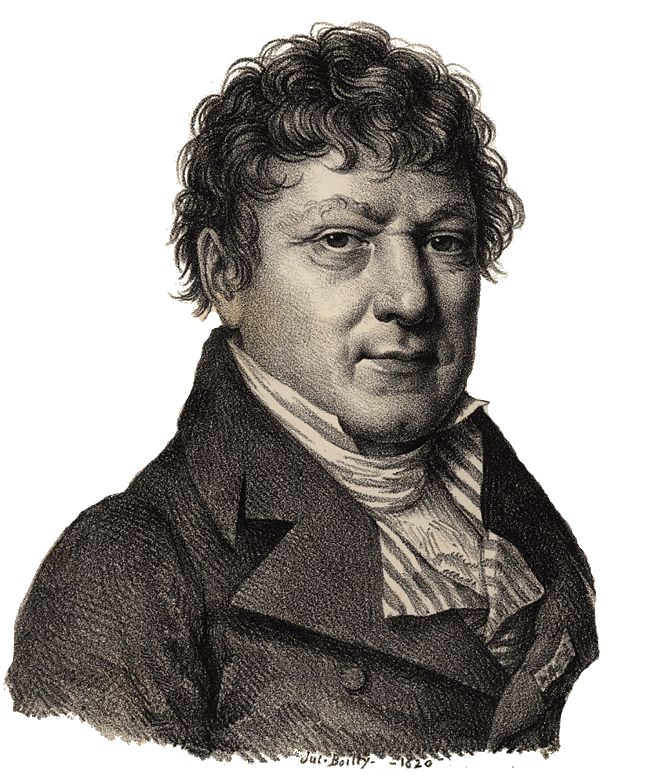
جان باتيست جوزيف ديلامبر

يبلغ قطرها 52 كيلومتر وعمقها 3.5 كيلومتر.تم تسميتها تكريما للرياضياتي وعالم الفلك الفرنسي جان باتيست جوزيف ديلامبر من القرن الثامن عشر.

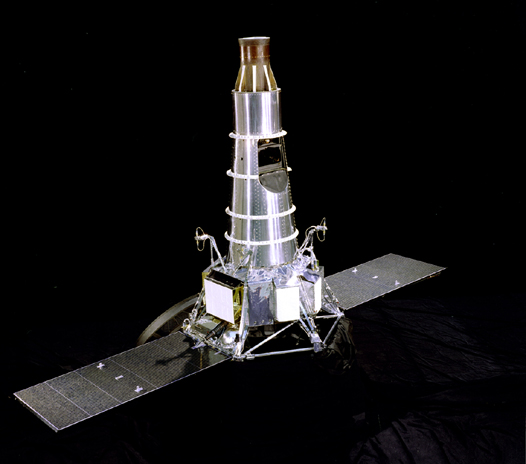
رانجر 8

تتميز الحواف الداخلية الشمالية لفوهة ديلامبر بأنها على شكل مدرجات. أما الحواف الداخلية للجزء الجنوبي فتتميز بوجود خدوش طفيفة. يوجد في وسط الفوهة بعض القمم متراوحة الطول قد تصل إحداها إلى 15,000 قدم.
كانت ديلامبر موقع هبوط المسبار غير المأهول رانجر 8، والذي التقط صورا لفوهة البركان. ديلامبري من العصر الأمبري المبكر، والذي استمر من 3.8 إلى 3.2 مليار سنة.

## فوهات القمر الصناعي
لرسم خريطة مماثلة لفوهات القمر يتم وضح حروف على كل جانب من جوانب الفوهة ومركزها لكل حرف منهم دلاله معينة.
| ديلامبري | خط طول | خط عرض  | القطر      |
| -------- | ------ | ------- | ---------- |
| B        | 1.7° S | 19.6° E | 10 كيلومتر |
| D        | 1.1° S | 17.6° E | 5 كيلومتر  |
| F        | 1.0° S | 19.3° E | 5 كيلومتر  |
| H        | 1.0° S | 16.4° E | 16 كيلومتر |
| J        | 0.3° S | 16.8° E | 12 كيلومتر |

## وصلات خارجية
- فيديو عن فوهات القمر مثل فوهة ديلامبر على يوتيوب